# Andrej Flajs
Andrej Flajs (ur. 11 marca 1983 w Celje) – słoweński siatkarz, reprezentant kraju, występujący na pozycji atakujacego. 

## Sukcesy klubowe
Mistrzostwo Słowenii:
- 2006, 2007, 2009, 2010, 2011, 2012, 2013, 2014, 2015, 2016, 2017, 2018, 2020

Puchar Słowenii:
- 2007, 2009, 2010, 2011, 2012, 2013, 2015, 2018, 2020

MEVZA:
- 2007, 2010, 2011, 2013, 2014, 2016, 2017, 2020
- 2009, 2012
- 2006, 2015, 2018

Puchar Top Teams:
- 2007

Puchar Francji:
- 2008

## Sukcesy reprezentacyjne
Igrzyska Śródziemnomorskie:
- 2009